# Eulamaops parallelus
Eulamaops
Genre
Espèce
Eulamaops parallelus est une espèce éteinte d’herbivores terrestres de la famille des Camelidae, la seule du genre Eulamaops .
Elle était endémique de l'Amérique du Sud où elle a vécu pendant le Pléistocène moyen et supérieur entre −781 000 et –12 000 ans.

## Taxonomie
Eulamaops a été nommé par Ameghino en 1889 et a été assigné aux Camelidae par Carroll en 1988.